# 琴櫻將傑
琴櫻將傑（日语：／ Kotozakura Masakatsu，1997年11月19日—），曾用四股名琴之若傑太（日语：／ Kotonowaka Masahiro），本名鎌谷將且（日语：／ Kamatani Masakatsu），日本千葉縣松戶市出身的現役大相撲力士，身高188.0cm、體重173.0kg、血型AB型。所屬的相撲部屋是佐渡嶽部屋，最高位置是東大關（2024年7月場所）。
他的父親是部屋年寄，前關脇琴之若晴將，祖父是前橫綱琴櫻傑將。他在2015年11月開始專業相撲生涯，在2019年7月晉級十兩，在2020年3月晉級幕內。
2024年1月31日，日本相撲協會通過將琴之若昇進為大關，其後於2024年4月31日宣佈襲名外公，將四股名改為「琴櫻將傑」。
在2024年11月九州場所以14勝1負的戰績取得首次幕內優勝(以66場勝利結束了2024年6個場所的比賽，是幕內力士中最多的)。